# Martone
Màrtone (Màrtuni in calabrese, Martine in greco-calabro) è un comune italiano di 468 abitanti della città metropolitana di Reggio Calabria in Calabria.

## Geografia fisica
Il comune di Martone ha una superficie di 826 ettari, il borgo arroccato presenta un'altitudine di circa 290 metri s.l.m. Il paese sorge sul versante occidentale di una collina, limitata ad est dalla fiumara Gallizzi e ad Ovest dalla fiumara Levadìo (affluente del Torbido), che segna il confine tra il territorio di Martone e quello di San Giovanni di Gerace e Grotteria.

### Territorio
L'aspetto morfologico risulta movimentato da variazioni altimetriche che oscillano tra i 158 e 1218 metri s.l.m. e riprende l'andamento generale del territorio calabrese, costituito principalmente da graniti e scisti biotici, formatisi nell'era paleozoica. Alle quote inferiori, ai 400-500 metri, i graniti sono ricoperti da rocce sedimentarie di varia natura soggette a fenomeni erosivi. Tuttavia il territorio si presenta complessivamente stabile: ciò è dovuto principalmente ai numerosi interventi di forestazione eseguiti duranti gli ultimi anni. Sotto l'aspetto orografico il territorio di Martone è attraversato da un crinale secondario che, dal Monte Camaldi (1173 m), si dirige verso il centro abitato, facendo da spartiacque alle fiumare Levadìo e Gallizzi. Questo tipo di assetto territoriale, assieme al clima mediterraneo, determina altresì le caratteristiche della vegetazione comprendenti formazioni boschive tra cui lecceti, faggeti, castagneti e pineti.
Circa 800 ettari rappresentano la "parte boschiva" con castagni, faggi, lecci e varie specie arboree che richiamano la macchia mediterranea. Lungo gli alvei delle fiumare si trovavano le zone più coltivate e più redditizie, poiché i terreni sono composti da terre di origine alluvionale e permeabili, facili da lavorare in tutti i periodi dell'anno (numerose sono le coltivazioni di olivi del genere "cultivar grossa di Gerace", comunemente detta "geracitana" o "geracese"). In collina, invece, avendo una scarsa permeabilità, i terreni sono occupati da boschi e si prestano poco alle coltivazioni, racchiudendo tuttavia diverse specie arboree che diversificano la natura paesaggistica dei luoghi.
L'area denominata "Pietre du monaceju", è una zona molto caratteristica, e la sua peculiarità è dovuta alla presenza di massi rocciosi di strana provenienza e fattura. alcuni specialisti, assoggettano tali massi ai "tumuli" di Nardodipace approssimando la loro costruzione al periodo Neolitico (V - III millennio a.C.). si tratta appunto di strutture rocciose con un'altezza media di 2,50 - 4,0 metri per un diametro di circa 5 metri. Sicuramente smottamenti hanno provocato la variazione di pendenza e lo slittamento di tali blocchi sia alla sommità sia alla base. Tutte le strutture appaiono opere umane di epoca non facilmente definibili.
Nel territorio di Martone si trova un'altra area con vocazione escursionistica: il "Bosco del Principe". Qui la località, alle alte latitudini, è caratterizzata da un magnifico bosco misto di faggi ed abeti bianchi. Nella parte bassa si trovano i castagneti cedui per cui il centro di Martone è famoso in tutta la Locride e non solo. Il Bosco del Principe era un'antica tenuta padronale locale.

## Origini del nome
Nome misterioso, si sono perse le origini, rimangono le solite notizie tramandate da generazioni a generazioni, spesso modificate a piacimento, con nuove aggiunte, solite dei paesini di montagna. Alcuni dicono che deriva da una famiglia greca "Martis", altri invece pensano derivi da Marte, dio romano della guerra; Se così fosse Martone potrebbe essere stato originariamente un accampamento di soldati romani durante la "guerra sicula" fra Augusto e Sesto Pompeo. Altri ancora dicono che Martone prende il nome da un'antica famiglia della Normandia venuta in Calabria nell'XI secolo al seguito di Roberto il Guiscardo.

## Storia

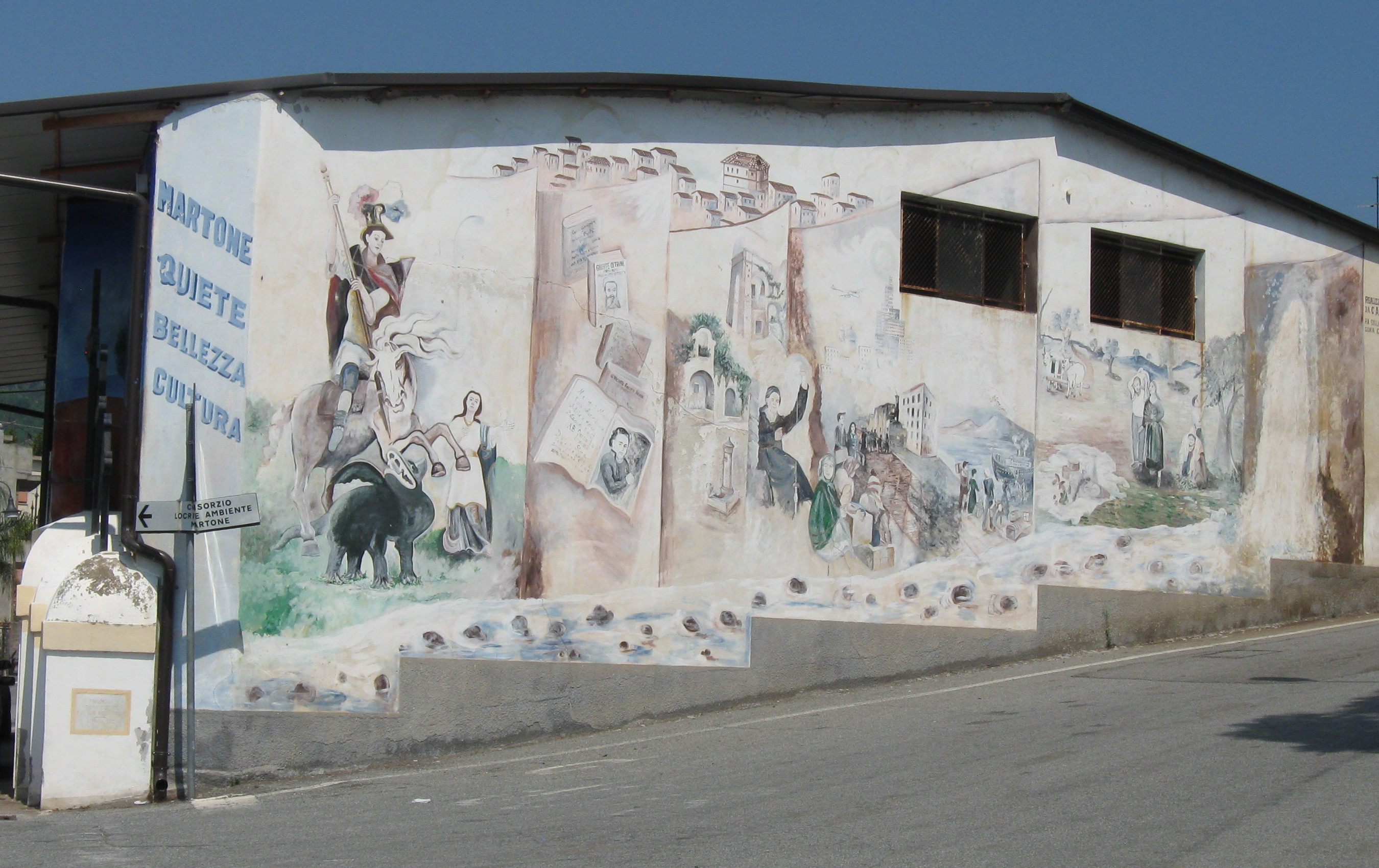
Murale all'ingresso del comune di Martone

Martone sorge in zona abitata sin dall'antichità (come attestano reperti archeologici venuti più volte alla luce). Il centro comunque si sviluppò nel periodo delle invasioni saracene, quando demograficamente si accrebbe l'afflusso di popolazioni costiere. il santo protettore del paese è San Giorgio, che viene festeggiato ogni estate, con la tipica festa dell'antinna. Incerta è la data della sua fondazione (probabilmente tra il VII e VIII secolo d.C.) e diversi sono gli studi sull'origine del nome. nel XVI secolo, lo storico Vescovo Ottaviano Pasqua lo identificò con il villaggio di Santa Maria di Bucito, del quale c'è traccia in numerosi documenti a partire dal XII secolo. Il paesello è stato fondato da comunità monastiche che si rifugiarono in queste zone al tempo delle lotte iconoclaste, portando il culto della Madonna Assunta. A questo proposito, nella parte bassa del paese Batìa o Basia, sono stati ritrovati i ruderi di una piccola chiesetta a lei dedicata e distrutta dal terremoto del 1783. Altri ritrovamenti che potrebbero attestare la presenza dei monaci greci nelle vicinanze sono: il ritrovamento di un monastero basiliano (detto di Sant'Anania) in località "Gujune"; una targa metallica con impugnatura (signum pacis) con la raffigurazione di Cristo risorto e di Maria che, nell'antico rito bizantino, si faceva baciare agli sposi alla fine della cerimonia. Le notizie su Martone iniziano ad acquisire più credibilità a partire dal XIII secolo, quando il centro entrò a far parte del contado di Grotteria. Fu feudo fino al 1806 ed, in quegli anni, con l'avvicendarsi dei feudatari, passò dal comprensorio di Grotteria a quello di Roccella, di volta in volta seguendone le sorti. Il centro abitato del paese, distrutto dal devastante terremoto del 1783, fu spostato dalla parte bassa del paese (dove si trova ancora oggi). Caratteristico è l'impianto urbano del paese, con le strade che confluisco quasi tutte nella piazza del paese, su cui troneggia la Chiesa Madre; da qui scende il corso su cui si affacciano i palazzi antichi, divisi da vicoletti, che offrono scorci suggestivi. A Martone sopravvive l'antico culto di San Giorgio che, secondo alcuni, risalirebbe al XVI secolo; a lui pare vi fosse intitolata una chiesetta anch'essa distrutta dal terremoto del 1783.

## Monumenti e luoghi d'interesse

### Architetture religiose

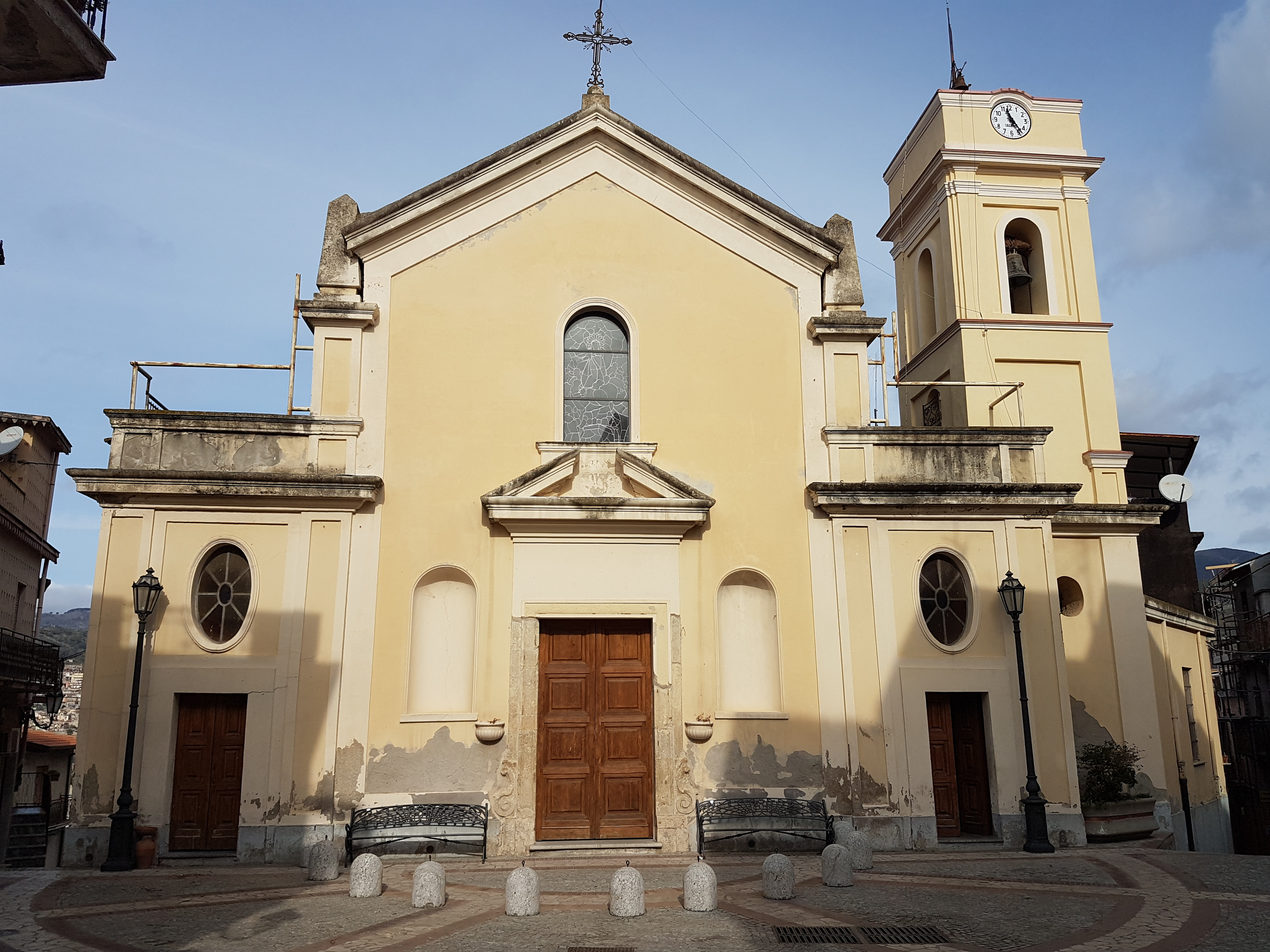
Chiesa di Santa Maria Assunta
Nel luogo oggi chiamato "Basìa" o "Batìa" (zona bassa), sorgeva anticamente un monastero basiliano con una chiesa annessa dedicata all'Assunta; questa fu distrutta dal terribile terremoto del 1783, in seguito al quale il centro del paese fu spostato più in alto rispetto a prima, così come la Chiesa, ricostruita con le offerte dei fedeli. I terremoti del 1905 e 1908, tuttavia, la danneggiarono nuovamente. Infine, nel 1932, fu ricostruita e aperta al culto. La chiesa presenta una facciata esterna che rispecchia perfettamente la suddivisione interna. La parte centrale, corrispondente alla navata principale, è più alta e più ampia rispetto a quelle laterali ed è caratterizzata da un portale di legno, sormontato da una cornice a timpano fiancheggiato da due nicchie arcuate. Sopra il portale si apre una finestra, sempre arcuata, decorata da una vetrata policroma raffigurante Santa Maria Assunta. L'estremità superiore segue la forma a spiovente del tetto. Le due porte laterali della facciata, più basse e strette, corrispondenti alle navate secondarie, sono perfettamente simmetriche e presentano, in basso, un piccolo portale in legno sormontato da una finestra ovale; in alto terminano con il parapetto del loggiato. Sul lato destro della facciata, arretrata rispetto a questa, si erge la torre campanaria che presenta nella parte superiore finestre monofore, una su ogni lato. L'interno è suddiviso in tre navate da due file di colonne: nella navata destra si trova la cappella del Santissimo Salvatore, in quella sinistra la cappella dell'Immacolata. Sempre lungo le navate laterali sono posti gli altari dedicati alla Madonna di Pompei, al sacro cuore di Gesù, alla Madonna del Carmine e a San Francesco di Paola. L'abside di forma semicircolare è sovrastata da un catino affrescato con un'immagine raffigurante la Santissima Trinità. L'altare maggiore è di marmo con decorazioni policrome, al quale è stato aggiunto, recentemente, un ambone in marmo. Il tabernacolo è in argento sbalzato e figurato. Nella navata centrale si affaccia il pulpito di reminiscenza barocca, sorretto da una mensola a forma di conchiglia. Sul davanti, racchiusa in una cornice, si evidenzia la scritta "Verbum Dei". Il soffitto è decorato a cassettoni con stucchi e cornici in bianco ed or, così come la loggia del coro posta sopra l'ingresso principale. Tra i tesori della Chiesa Matrice sono da annoverare una grande pisside argentea proveniente da un convento dei Domenicani non meglio identificato (secolo XVII), e un calice cinquecentesco argenteo lavorato a filigrana. Inoltre, nella canonica, è conservata una pregevole croce astile in argento del XVII secolo che raffigura da un lato Gesù crocifisso e dall'altro la Madonna Immacolata.

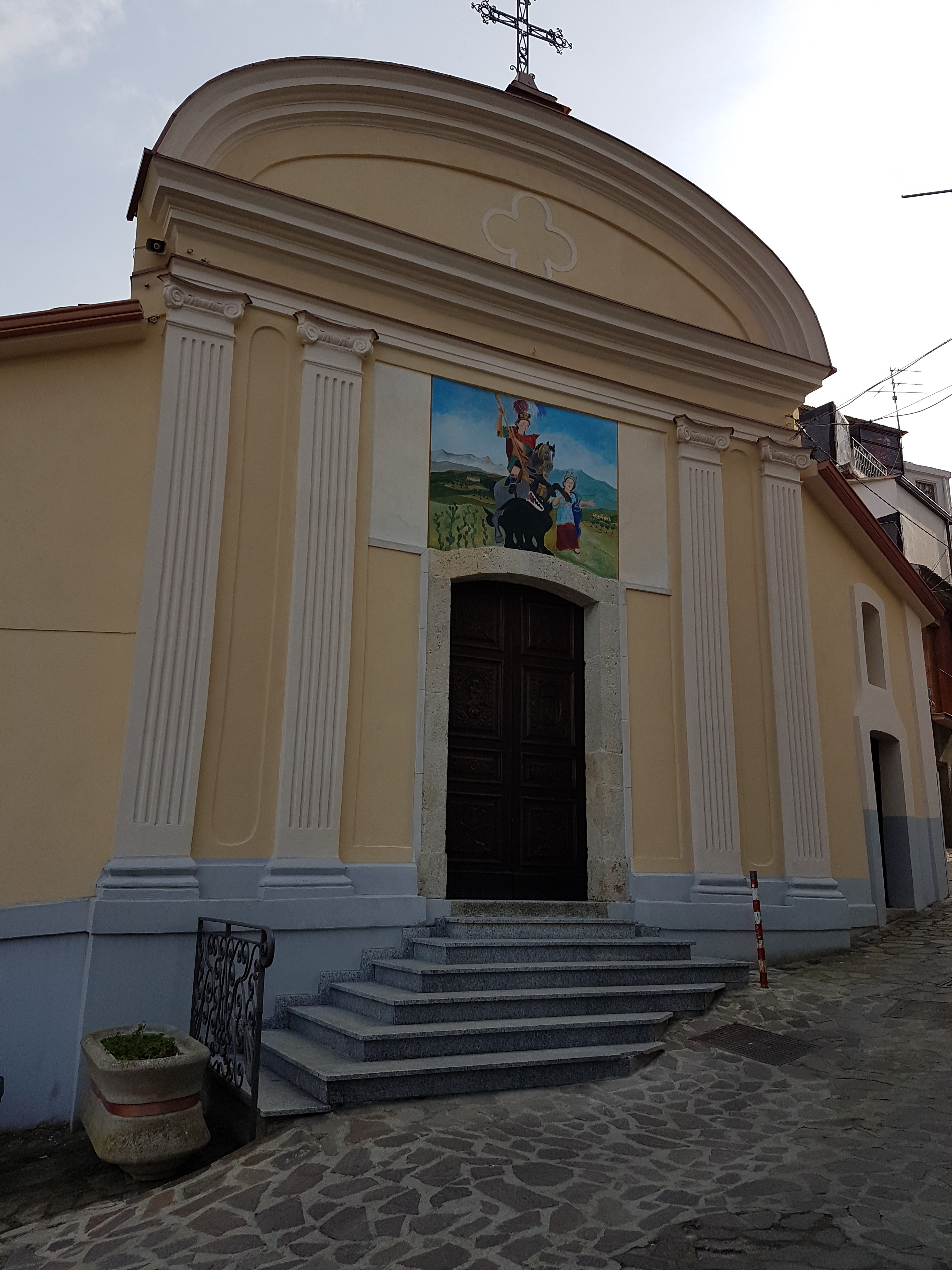
Chiesa di San Giorgio

Chiesa di San Giorgio Martire
Fin dal XVI secolo, la chiesa dedicata a San Giorgio sorge nella parte bassa del paese. Risulta, infatti, che essa fu affidata fino al 1580 al canonico Simone Gentile; nello stesso anno fu poi assegnata in beneficio alla chiesa parrocchiale di San Giovanni di Gerace, al rettore don Giovannello Pittari, e l'anno seguente fu ridata alla chiesa parrocchiale di Martone al rettore don Nicola Augurace. Il terremoto del 1783 distrusse anche questa chiesa che, tuttavia, tre anni dopo fu ricostruita. Oggi si può accedere alla chiesa tramite due porte: una principale e una secondaria. Il portale principale è in legno con formelle scolpite: quelle centrali rappresentano a sinistra San Giorgio a cavallo con a destra uno stemma nobiliare, quelle decentrate presentano decorazioni floreali. Il portale d'ingresso è fiancheggiato da lesene in stile ionico ed è sormontato da un timpano. L'edificio è sovrastato da un campanile con finestre a sesto acuto. L'interno è suddiviso in tre navate per mezzo di pilastri. L'altare maggiore è di marmo con disegni policromi; dietro di esso vi è una cappella opera di Raffaele Pata in cui si conserva la statua di legno di San Giorgio con accanto la principessa e il drago. Nelle navate laterali si ergono due altari: a destra quello dedicato a Sant'Antonio di Padova, mentre a sinistra a San Giacomo, che nei tempi era il protettore del paese. Nella chiesa sono custodite le reliquie del braccio di San Giorgio che vengono portate in processione. Recentemente gli altari sono stati ristrutturati, così come l'esterno e l'interno della chiesa. Una leggenda dice che molto tempo fa volevano cacciare la statua di San Giorgio dalla Chiesa, ma come provarono a prenderla si appesantì e dovette ritornare in Chiesa, segno che San Giorgio aveva scelto quella Chiesa come sua dimora.

### Architetture civili

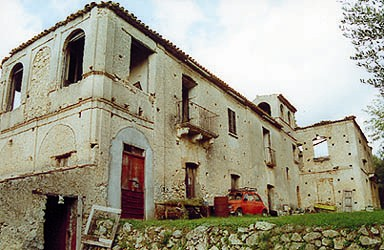
Vescovado

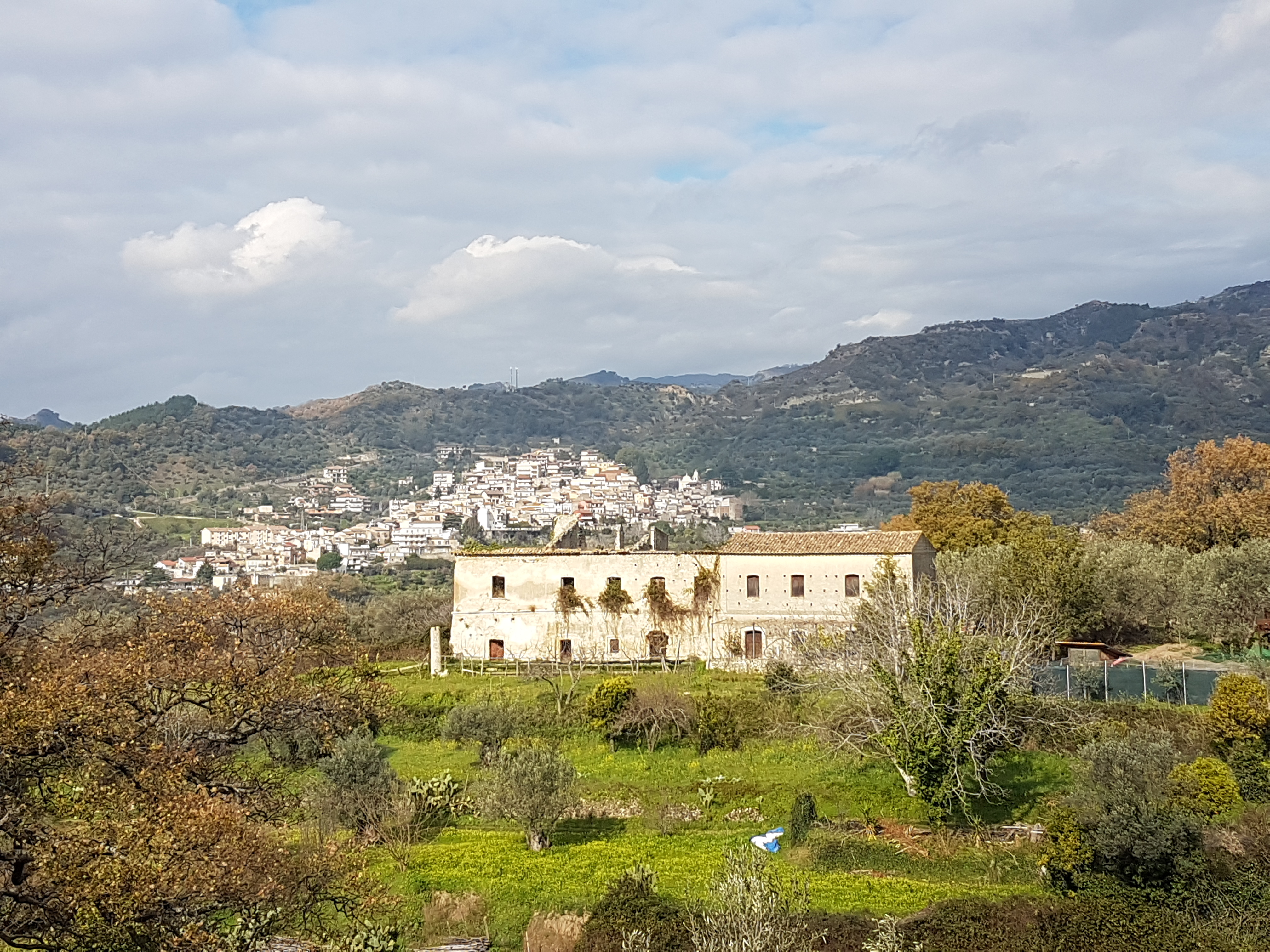
La casa del barone

Palazzo Vescovado
Il vescovado sorge su un'ampia pianura di ulivi e domina la Vallata del torrente Levadìo, con vista degli abitanti di Martone e San Giovanni. Anticamente, il palazzo, era di proprietà del barone Macrì il quale, però, non vi risiedeva e successivamente passò alla famiglia Lucà. Attualmente non appartiene più alla famiglia Lucà, ma è di proprietà privata di gente emigrata, anche se a gestirla, solo dal punto di vista agricolo (ulivi, animali), rimangono gente del loco. Il nome "vescovado" proviene dal fatto che i vescovi di Gerace vi si recavano in estate, i quali cercavano di fuggire dal caldo afoso delle marine, per usufruire del clima temperato del paesello. La data di costruzione del palazzo non è ancora oggi nota, si può supporre tuttavia che esso risalga alla fine dell'VIII secolo, come fanno pensare la facciata principale e gli elementi architettonici che la caratterizzano (porte, finestre, balconi, ecc...). Dell'ampio giardino in cui si affacciava, oggi ne rimangono solo pochi elementi di arredo, compresa un'antica vasca circolare. La pianta della costruzione è a forma di "L" e si sviluppa a due piani: il piano terra (zona sud-est), ospitava un porticato che fungeva da soggiorno estivo con annesso un altro vano; la zona centrale era adibita a deposito di derrate alimentari; nella zona a Nord-Est, invece, si trovava un antico frantoio azionato da animali, con macina a tre pietre. Gli appartamenti veri e propri si trovavano al primo piano, dove ancora oggi si possono ammirare degli affreschi. I muri erano costruiti con pietre e malta ed intonacati con sabbia e calce. In alcune zone si può notare l'uso di mattoni e dei cosiddetti "carusi" o "caruselli", utilizzati per costruire i muri di tamponamento, tecnica costruttiva di particolare importanza nell'edilizia locale. Nei muri perimetrali si aprivano, a distanza di 80 cm, le buche pontaie (ancora visibili), utilizzate per sorreggere le impalcature di costruzione. nella facciata posteriore sono evidenti dei contrafforti che servivano ad irrobustire le pareti. Ad oggi, il palazzo, rimane di proprietà privata.
Casa del barone
In località "Piligori", sorge una villa di campagna appartenuta al barone Ilario Asciutti il quale vi risiedeva con la famiglia in estate mentre, in inverno, vi si recava saltuariamente per controllare il lavoro dei dipendenti. I contadini erano legati a lui tramite un contratto di mezzadria, in base al quale dovevano coltivare i terreni e dargli la metà del raccolto. Alla villa si accedeva da un viale lastricato lungo circa 100 metri, fiancheggiato da alberi sempre verdi (rubini) e siepi (bussolari), intervallate da colonne intonacate di grigio, ad ognuna delle quali era appesa una lanterna ad olio che servivano per illuminare il viale. Davanti alla casa vi era un grande portico, attrezzato con tre panchine di pietra ed alcune altalene. Durante le ore più calde della giornata, si poteva usufruire di un ampio pergolato sul lato Nord-Est della casa. La villa era a due piani, comunicanti tra di loro tramite una scalinata di forma semicircolare. Al piano terra vi era un ampio locale utilizzato come ricovero per i cavalli, mentre la stalla vera e propria si trovava nel retro della casa dove i cavalli venivano tenuti tutto il giorno. Sempre al piano terra vi era un deposito dell'olio, attrezzato con 4 giare di terracotta, molto capienti; In caso di rottura di una delle giare, per non fa perdere l olio, sotto il pavimento era murata un'altra grande giara, collegata alle altre 4 tramite un canale di scolo. Altri locali (catoj) servivano come deposito della legna e per l'allevamento da animali da cortile. Al piano superiore, o piano nobile, vi erano le stanze da letto, una stanza che fungeva da cucina e da stanza da pranzo, il soggiorno e la sala dove il barone riceveva i contadini e dava le feste. Sulle pareti di questa grande sala vi erano degli affreschi; uno di essi rappresentava un'altalena legata ai rami di un albero con sopra due innamorati seduti e due uccelli che li guardavano, mentre un uomo con arco stava per scoccare la freccia. Un'altra stanza era rivestita con pannelli di carta con disegni in stile orientale. Questo piano comunicava con il sottotetto tramite una scala molto ripida (ncasciata), dove c erano le stanze di servizio e un forno a legna. La casa non aveva acqua corrente, dunque il bucato veniva lavato con acqua e cenere e poi risciacquato nelle acque delle fiumare poiché, per motivi igienici, la baronessa non voleva che si utilizzasse il lavatoio pubblico. Oggi la villa è di proprietà privata, e solo una parte è rimasta illesa dagli agenti atmosferici.

### Architetture militari

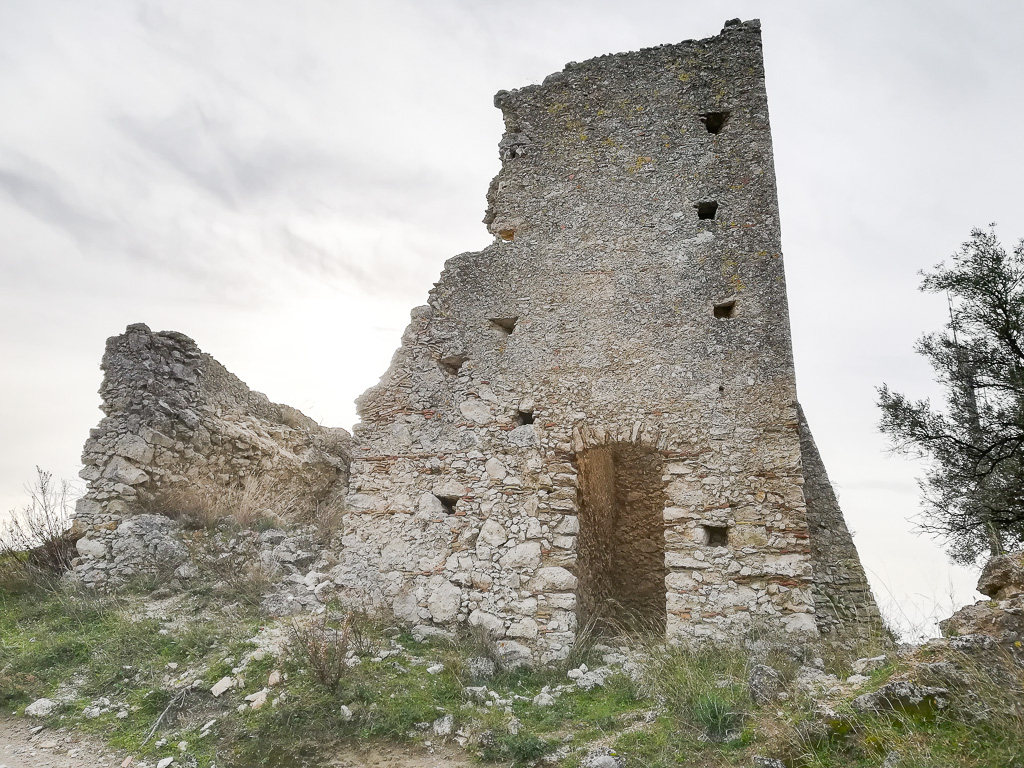
La torre Mazzoni (XVI secolo)

Torre Mazzoni
In località "Sujeria" o "Solleria" , sono situati i resti della torre Mazzoni o Mazzone, che potrebbe risalire al XVI secolo e, molto probabilmente, faceva parte di un sistema altamente difensivo di torri o roccaforti di avvistamento, comunicanti con i vicini paesi di Grotteria e San Giovanni. Su di essa, durante il regno borbonico, venne installato un telegrafo ottico destinato a segnalazioni convenzionali a distanza. La struttura è di forma quadrangolare e, ad oggi, presenta un basamento scarpato provvisto di 4 contrafforti. Al piano terra, nella parte sinistra della parte di accesso, si nota ancora l'impostazione della volte a botte dei locali interni. La torre fu costruita con pietrame non sbozzato, con un unico vano a forma quadrata dove alloggiava il corpo di guardia insieme ai cavalli. In altezza era divisa orizzontalmente da soppalchi in legno collegati tra di loro da scale a pioli, anch'esse in legno. in passato, i paesi della "valle del Torbido", comunicavano tra di loro attraverso torri o baluardi: in caso di emergenza veniva acceso un falò sulla cima della torre; se però le condizioni climatiche non permettevano l'accensione del fuoco, i cavalieri si recavano nei paesi vicini per avvisare il popolo dell'imminente pericolo specificando, d'altronde, il numero degli invasori e le armi utilizzate.

### Siti archeologici
Località "La vigna" o "Cannavarè"
Nel 1954, a seguito dei lavori della strada di collegamento di Croceferrata in contrada "La vigna", venne riportata alla luce un'antica necropoli bizantina, non ancora sufficientemente studiata e rinvenuto un "titulus" con scritto di incerta grafia ed interpretazione. Nello stesso luogo, inoltre, sono stati ritrovati numerosi scheletri di cui uno alto 1.90 metri, tutti sistemati alla rinfusa in tombe rudimentali ricoperte da tegole di terracotta, molto simili a quelli che sono stati rinvenuti negli scavi di Locri. La segnalazione ufficiale viene dallo storico Emilio Barillaro nel 1962, che ascriveva tali tombe a sepolture di età tardo - romana.
Località San Nicola
In contrada San Nicola, nel 1973, durante i lavori di apertura di una strada interpoderale, è emersa una necropoli ascrivibile all'anno mille. Tra i reperti, emersero tre epigrafi greco-bizantine incise su piccole lastre di pietra mollis (morta) e di granatite, che sono entrate a far parte del Corpus delle iscrizioni bizantine dell'Italia Meridionale e della Sicilia. Le tre iscrizioni non sono state ancora interpretate, anche se si è d'accordo che il loro significato sia prettamente di natura religiosa (dati i segni e il luogo di rinvenimento).
Località Rina o Giaramidio
In questa zona sono state fatte delle importanti scoperte paleontologiche, ancora da studiare e da analizzare.
Località Sant'Anania
L'area di interesse architettonico e paesaggistico dei ruderi della chiesa di Sant'Anania, fu segnalata ufficialmente dallo storico Emilio Barillaro, al Dott. B. Berardi, soprintendente ai monumenti e alle Gallerie della Calabria nel 1957. Infatti si parlava appunto dei "ruderi di un oratorio basiliano con cella installata all'interno di un gigantesco stalagmite".

### Aree naturali

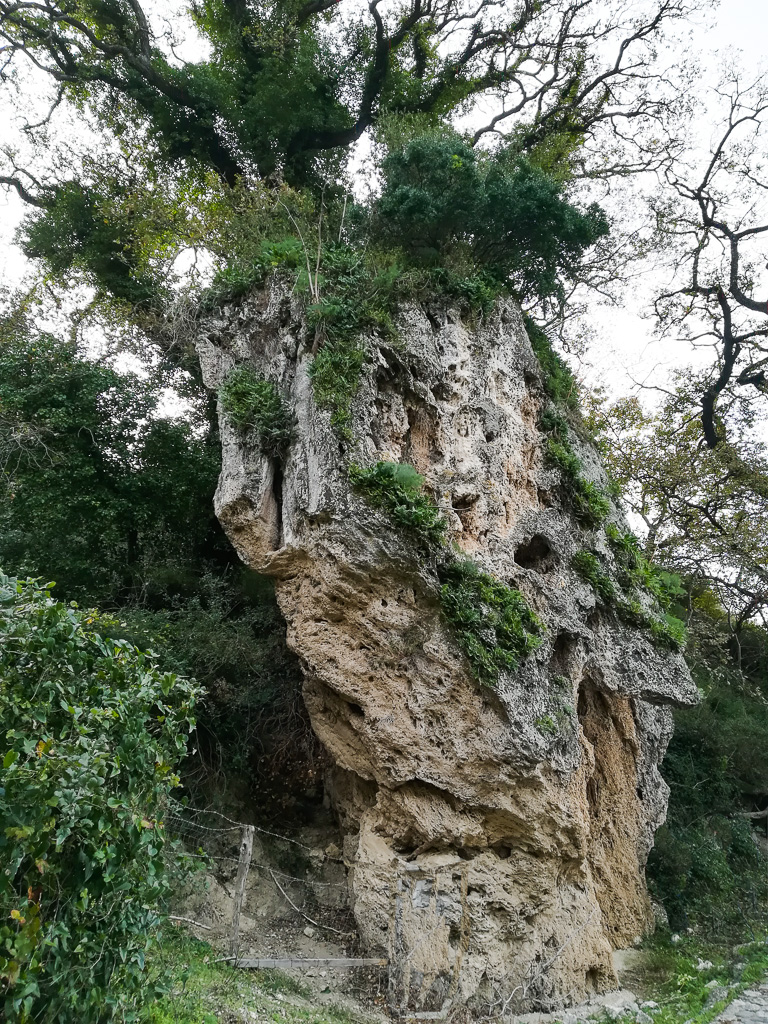
La pietra di Sant'Anania

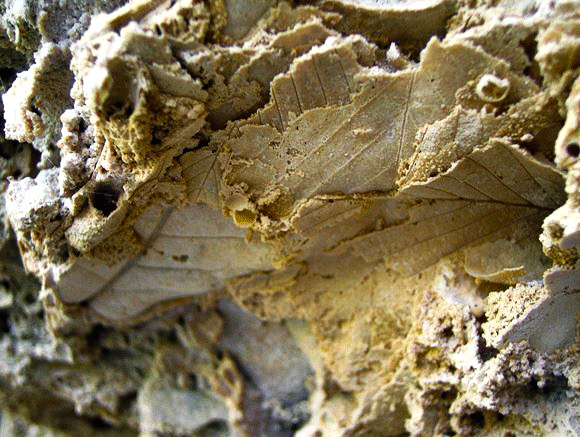
Alcuni dei dettagli fossili presenti nella Pietra di Sant'Anania

Pietra di Sant'Anania
In località "Gujune" si trova la nota "pietra di Sant'Anania". Si tratta di un blocco monolitico di natura calcarea di forma irregolare immerso nella natura. Dal punto di vista geologico, tale masso, molto probabilmente, risale all'epoca del "Messiniano". La roccia presenta, a detto dei geologi, un'esplosione di vita fossile; osservandola attentamente, essa presenta una fittissima rete di fruscoli cilindrici di dimensioni millimetriche, costruiti durante il tempo geologico da organismi detti "limivori". La roccia presenta anche evidenti tracce di un inizio di processo carsico (il processo di sedimentazione chimica che forma le stalattiti e stalagmiti), e abbondanti livelli di foglie fossili perfettamente conservate che permettono uno studio approfondito sull'habitat naturale delle ere geologiche passate. Considerata la sua natura calcarea, la pietra è soggetta all'erosione da parte degli agenti atmosferici (in particolare dell'acqua) che, con la loro azione, hanno scolpito l'aspetto della stessa nel corso dei secoli e ne cambiano continuamente la forma. Vicino ad essa vi sono delle antiche grotte chiamate "grotte dei saraceni" o di "Sant'Anania". Alcune leggende locali affermano che, se qualcuno sbatte coraggiosamente la testa contro di essa, vedrà uscire una chioccia con i pulcini d'oro.

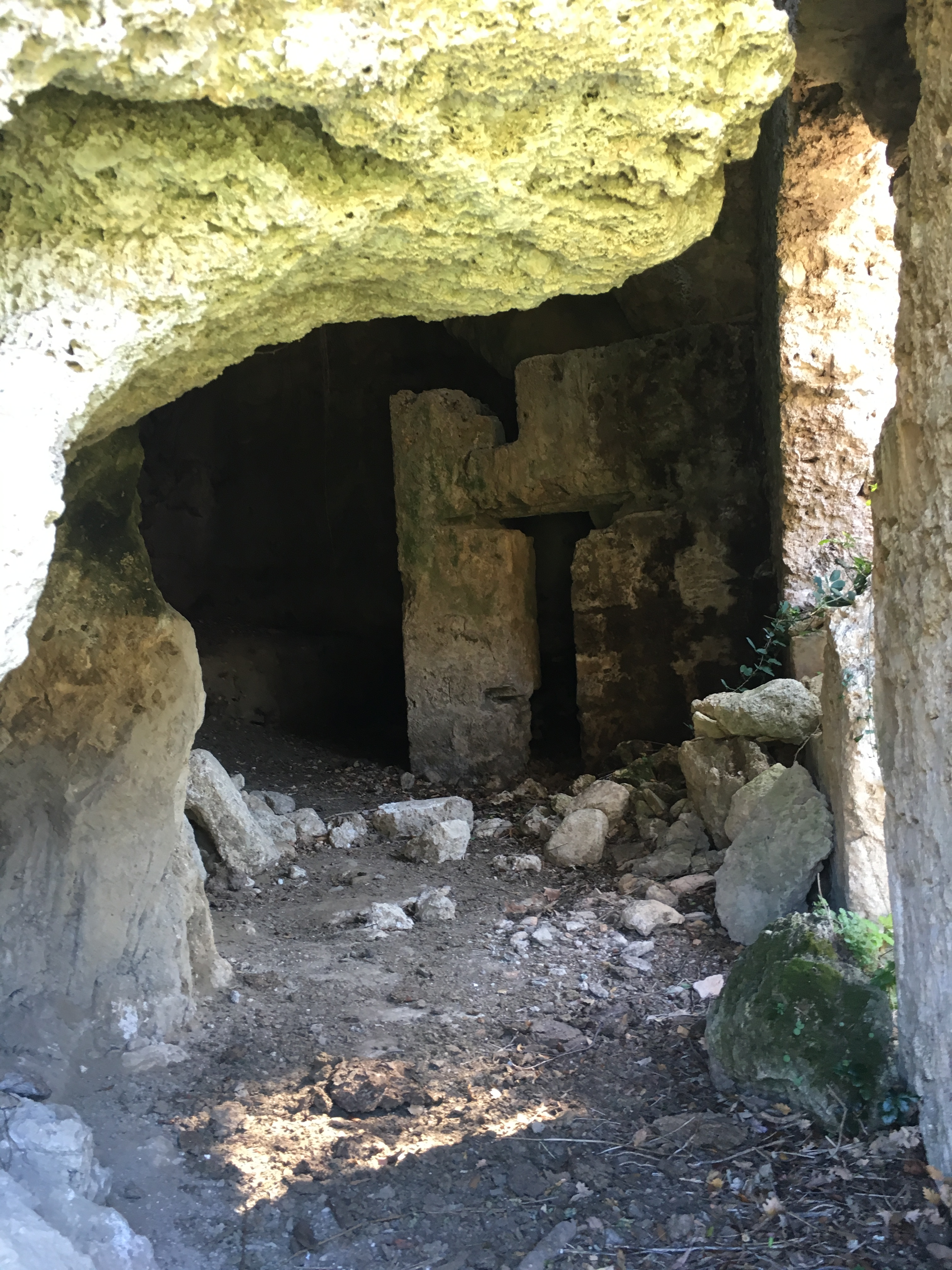
Entrata alla grotta dei Saraceni o di Sant'Anania

Grotta dei Saraceni
La grotta dei Saraceni, sita in contrada Gujuni o Gullune, a poca distanza dal greto del torrente Levadìo, nell'incavo di una roccia, è di natura calcarea. Qui si possono ancora oggi osservare i resti del diruto oratorio monastico basiliano di Sant'Anania. Tra il IX e il XI secolo si svilupparono nell'entroterra numerose comunità monastiche basiliane, una delle quali stabilitasi nei pressi di Martone, che diede origine al Monastero di Sant'Anania. Il nome "grotta dei Saraceni" fa riferimento alle incursioni dei Saraceni sul litorale ionico calabrese, verificatesi tra il VII e il X secolo d.C.. Il Monastero, che serviva da rifugio ai primi cristiani del luogo, era posto in una grotta naturale di natura calcarea, il cui l'ingresso era stato rimpicciolito da un muro in pietra costruito dagli stessi monaci. All'esterno si poteva ammirare un affresco raffigurante la Sacra Famiglia, tematica comune con gli affreschi delle chiese eremitiche come quelli presenti in Cappadocia, in Anatolia e nell'Oriente cristiano mesopotamico della Siria, Iraq e del Sudan.

## Società

### Evoluzione demografica
Abitanti censiti

### Tradizioni e folclore

#### Il culto di San Giorgio

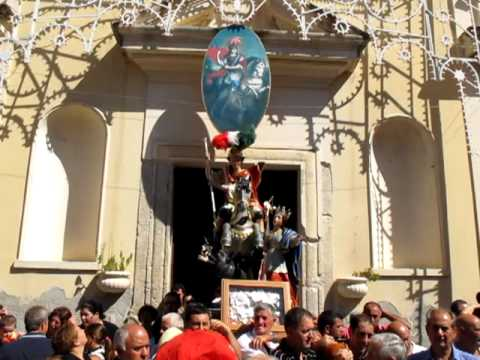
San Giorgio, uscita Chiesa

La festa di San Giorgio è il marchio identificativo ed imprescindibile dell'essere martonese. È la tradizione più sentita nel paese, che si conserva ancora oggi grazie all'impegno e alla devozione dei cittadini. La festa ha inizio la seconda Domenica di Agosto; I festeggiamenti si aprono con la celebrazione della Novena, caratterizzata da celebrazioni religiose (messe) articolate nei nove giorni antecedenti la festa vera e propria. In tale periodo, i fedeli (residenti, abitanti dei paesi limitrofi e non), partecipano con devozione alla preghiera e ai canti religiosi dialettali in onore del Santo.
(Versi del Rosario tradizionale)
Durante il novenario dedicato a San Giorgio, grandi e piccoli indossano una "divisa" composta da un cappello e maglietta raffigurante l'immagine del Santo ed, a suon di tamburo (spesso presi in prestito), girano festanti lungo le vie del paese, durante gran parte delle ore del giorno.
Ciò che caratterizza e rende unica la festa patronale di Martone è la secolare tradizione legata al cosiddetto "Albero della Cuccagna". Un folclore tramandato da lunghissime generazione che, ancora oggi, si realizza con le medesime ritualità dei tempi antichi. Alla celebrazione del culto arboreo si dà una lettura storica che la lega ai miti agrari e ai rituali pagani delle antiche popolazioni europee, ma sicuramente non facilmente ritrovabile in altre realtà calabresi. In Italia, l'introduzione del rito dell'albero della cuccagna si fa risalire ai Franchi di Carlo Magno quando i Kuchen (dolci, pasta e biscotti) venivano appesi in cima all'albero e il tronco ingrassato, rappresentando la Cuccagna (da qui il termine che descrive abbondanza estemporanea conquistata per abilità). In particolare, il gioco della cuccagna è un rito per il quale sono necessari destrezza e forza con l'unico, e non facile obiettivo di riuscire a giungere per primi in cima ad un palo e prendere il premio posto sulla sua sommità. Il palo viene unto di grasso in gran quantità per cui i partecipanti non hanno nessun appiglio, ne possono aggrapparsi agevolmente al tronco per riuscire a salire con poca fatica.

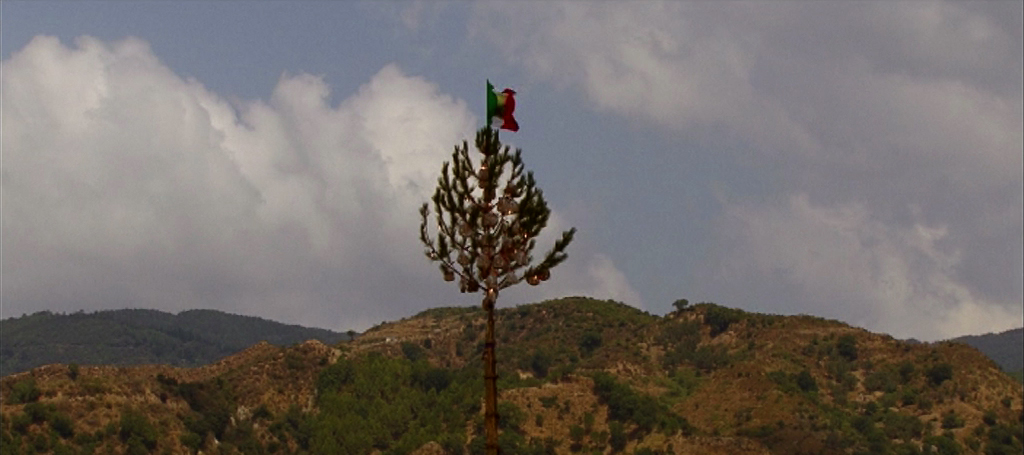
La cima della "Ntinna"

La realizzazione della "Ntinna" ha inizio circa dieci giorni prima della festa, allorquando alcuni volontari si recano nelle montagne martonesi per scegliere fra gli alberi di faggio, quello più alto e più dritto che assumerà così il nome di Ntinna (Antenna).
Il venerdì antecedente la festa, di buon mattino, gli uomini investiti di questa funzione preparano il materiale occorrente e si recano presso la località "valle gelata", luogo da sempre conosciuto per la rigogliosa presenza di alberi si faggio. Lì, il volontario designato taglia l'albero con la partecipazione di tutti coloro che vogliono prendere parte a questo evento. L'albero abbattuto viene dapprima pulito dai suoi rami superflui, i quali, più dritti, serviranno a creare i cosiddetti "Maneji" (bastoni lunghi circa due metri che serviranno ai volontari nelle operazioni di spostamento manuale dell'albero durante il trasporto). Con l'utilizzo poi di un cavo, i volontari fanno un nodo chiamato "ntocco" che servirà ad annodare successivamente l'albero al trattore che dovrà portarlo giù in paese. Dal faggio non sarà levata la sua corteccia, così che durante il trascinamento non si consumi eccessivamente. la stessa si staccherà da sola con lo stridere del tronco sull'asfalto, con la positiva conseguenza di rendere, a fine tragitto, il legno bianco e spoglio della sua corteccia. Terminata l'operazione di taglio, i volontari ripartono dalla Valle Gelata per giungere dopo circa due ore di cammino presso la località "Croceferrata". Da lì proseguono ancora con il trasporto del tronco verso la località "Russo". Quest'ultima località, in particolare, viene ricordata per la sua strada angusta che rende necessario girare l'albero dal piede verso la cima per non rischiare che lo stesso si spezzi. Continuando lungo un tragitto impervio e tortuoso, arrivati alla località "Quattro strade", il gruppo - nel solco di una ritualità che si ripete ogni anno- si ferma per rifocillarsi con piatti appartenenti alle tradizioni del luogo (formaggi, salami, olive, pasta di casa, ecc). Prima di questa sosta, alcuni volontari si recano in un boschetto di pini per scegliere e tagliare la rigogliosa cima che verrà legata, infine, alla cima del palo, per poi essere addobbata con sgute, salami, formaggi e altro; particolari sono i legacci che fisseranno quest'ultima alla cima, ricavati da virgulti di castagno giovane (i "ligari"). Finita la sosta, si riprende il viaggio per scendere giù in paese. L'Antenna verrà infine accolta nel paese a suon di tamburi, suonati da ragazzi che, intanto, si sono recati all'ingresso di Martone per attendere con gioia il suo arrivo. La mattina della vigilia della festa, che coincide con il giorno di sabato, la tradizione vuole che il Santo Patrono in processione, accompagnato dai fedeli, vada alla volta dell'albero, affinché per quest'ultimo possa iniziare il rituale del trasporto verso la piazza centrale del paese (Piazza Vittorio Emanuele). Con l'ausilio dei tradizionali buoi e l'aiuto dei volontari che muoveranno con cura e maestria l'albero con l'ausilio delle "Maneje" precedentemente preparate, daranno inizio formalmente ai solenni festeggiamenti, accompagnati dai fedeli a suon di tamburi e della banda musicale. La piazza, fin dalle prime ore del pomeriggio, è gremita di gente che accorre per assistere alla preparazione dell'Antenna. All'estremità del tronco viene congiunta la cima del pino con legatura di castagno, preparata in precedenza, per poi venire adornata con dolci, salumi e formaggi della tradizione (sgute, salumi, formaggi, ecc.). Sull'albero vengono collocati a metà tronco grosse corde e spalmato, per rendere più difficoltosa la scalata, grasso di pecora per un tratto di tronco ben individuato tra l'attacco della cima e il punto di annodo delle funi di tiro.

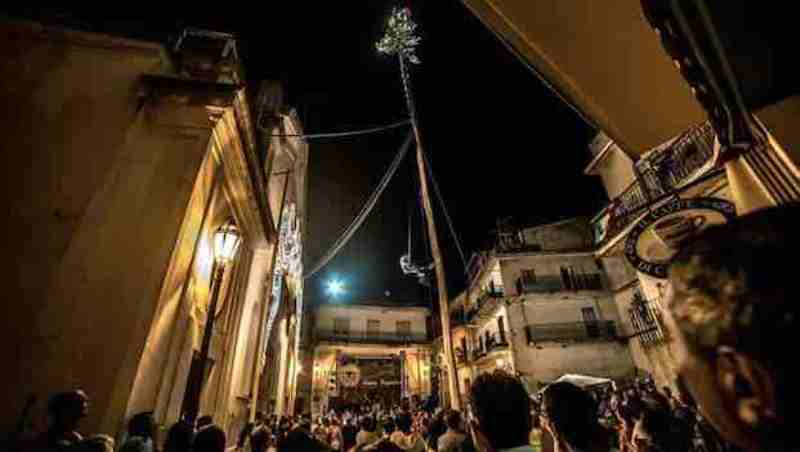
La "Ntinna" innalzata nella piazza principale del paese

La sera del sabato in un clima suggestivo e di trepidante attesa, viene dato l'avvio all'"arzata da Ntinna". L'accensione delle luci finali in cima all'albero segnerà le conclusioni di tutte le attività preliminari e, spente le luci della piazza, partiranno spettacoli pirotecnici per festeggiare l'albero e di Santo. In questa atmosfera, alcuni giovani impavidi, tentano la scalata all'Antenna per raggiungere i gustosi prodotti appesi in cima. Oggi, la risalita dell'albero viene realizzata in sicurezza, con l'ausilio di funi, anche se molti sono costretti ad arrendersi presto per il grasso di pecora spalmato lungo il tronco. Tuttavia, il momento lascia gli spettatori con il fiato sospeso, facendo suscitare in loro un tripudio di emozioni.
La domenica mattina, giorno di festa per tutta Martone, i "tamburinari" (suonatori di tamburi) iniziano, fin dalle prime luci dell'alba, a suonare e così faranno durante tutta la processione per le vie del paese. L'effige del Santo Patrono, portata a spalla dagli uomini del posto, viene accompagnata dai fedeli con canti e preghiere. La processione termina per tradizione nel pomeriggio, quando il Santo viene accompagnato nella Chiesa Matrice dell'Assunta, dove rimarrà fino a tarda sera. Da lì, riprenderà con canti e devozione la processione, che porterà San Giorgio nella sua Chiesa. Uno splendido spettacolo pirotecnico conclude i festeggiamenti.

## Cultura

### Scuole
- Scuola dell'Infanzia Madonna del Riposo
- Scuola Primaria via Colacà

## Infrastrutture e trasporti
Martone è collegata con la Strada statale 501 di Mongiana.

## Amministrazione
| Periodo          | Periodo        | Primo cittadino    | Partito                         | Carica  | Note   |
| ---------------- | -------------- | ------------------ | ------------------------------- | ------- | ------ |
| 14 novembre 1987 | 9 giugno 1990  | Giorgio Imperitura | Democrazia Cristiana            | Sindaco | [ 8 ]  |
| 9 giugno 1990    | 24 aprile 1995 | Giorgio Imperitura | Democrazia Cristiana            | Sindaco | [ 8 ]  |
| 24 aprile 1995   | 14 giugno 1999 | Giorgio Imperitura | Lista civica di centro          | Sindaco | [ 9 ]  |
| 14 giugno 1999   | 14 giugno 2004 | Giorgio Imperitura | Lista civica di centro-sinistra | Sindaco | [ 10 ] |
| 14 giugno 2004   | 8 giugno 2009  | Vincenzo Frascà    | Lista civica                    | Sindaco | [ 11 ] |
| 8 giugno 2009    | 26 maggio 2014 | Giorgio Imperitura | Lista civica                    | Sindaco | [ 13 ] |
| 26 maggio 2014   | 27 maggio 2019 | Giorgio Imperitura | Lista civica                    | Sindaco | [ 14 ] |
| 27 maggio 2019   | in carica      | Giorgio Imperitura | Lista civica                    | Sindaco | [ 15 ] |